# 克魯泡特金站
克魯泡特金站（羅馬化：Kropotkinskaya）是莫斯科地鐵的一個車站。克魯泡特金站是索科利尼基線的車站，也是莫斯科歷史最古老的車站之一，設計者是Alexey Dushkin和Ya. Likhtenberg。車站開通於1935年。克魯泡特金站是索科利尼基線最豪華的車站，其模型也在1937年巴黎世界博覽會和1958年布魯塞爾世界博覽會上獲得大獎。該站今後將改名為Volkhonka。